# Diottra

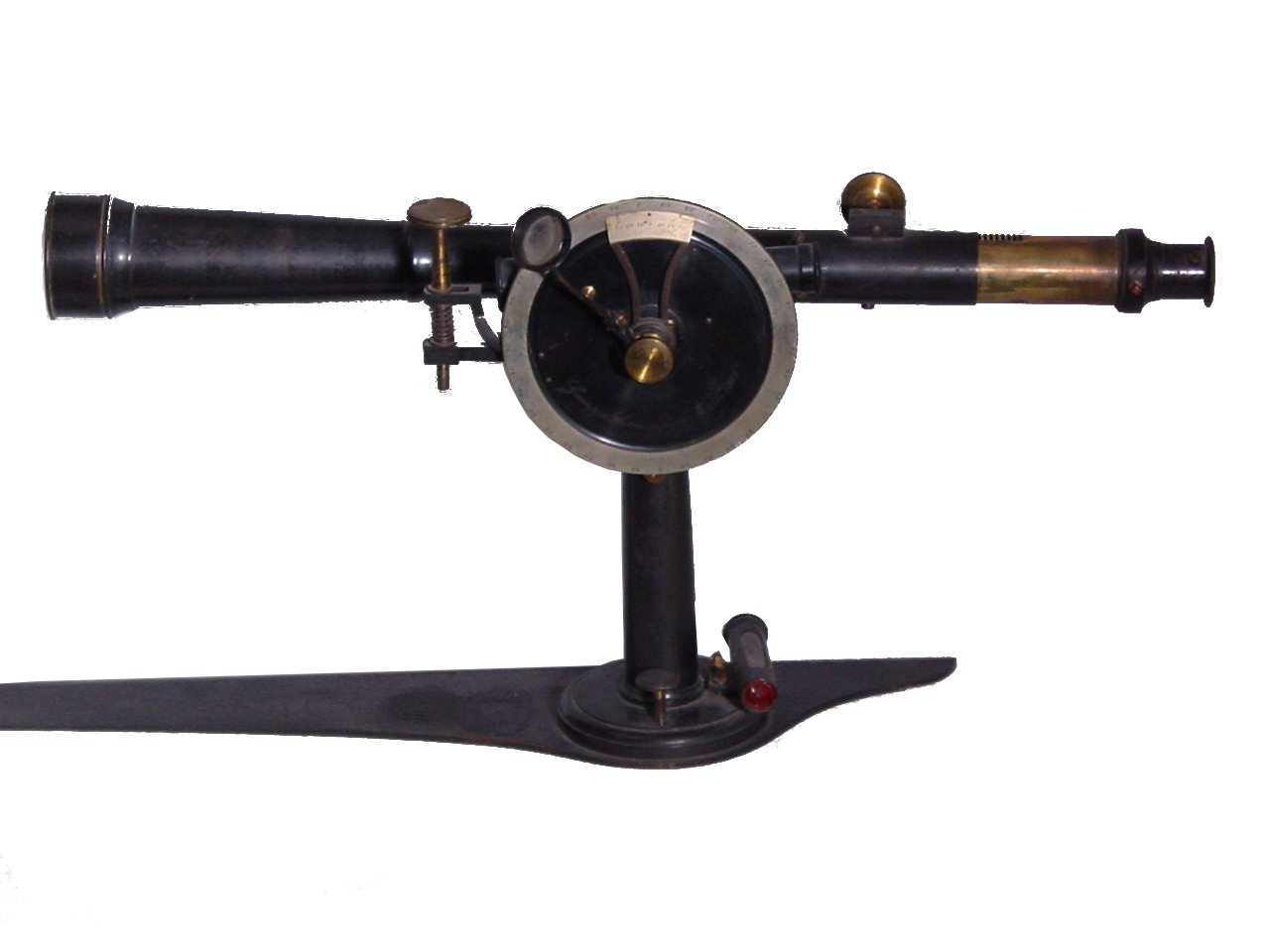
Diottra pretoriana (1868)

La diottra (dal greco διόπτρα, composto da διά= "attraverso" e il tema verbale  ὀπ- = "osservo"; latino diŏptra) è uno strumento ottico utilizzato per tracciare allineamenti in geodesia e nei dispositivi di mira di alcune armi e mirini per macchine fotografiche. Nella sua forma più semplice è formata da un righello con alle estremità delle alette fissurate che consentono di determinare una linea di mira (detta anche linea di fede, o linea fiduciale) parallela al bordo del righello.

## Storia

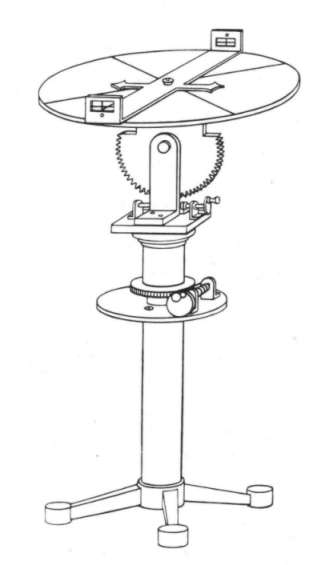
Diottra di Erone

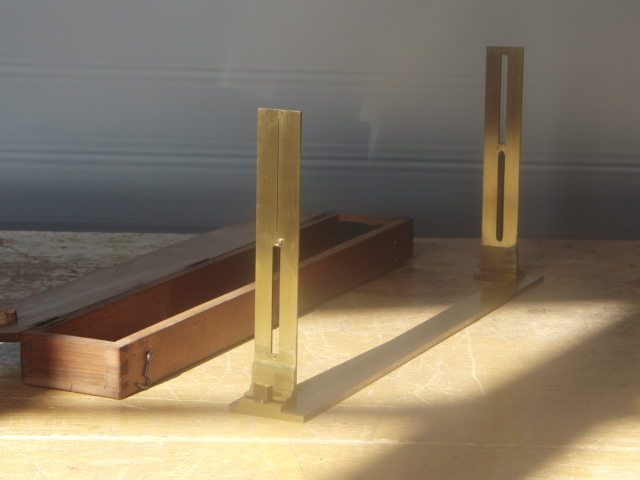
Alidada o diottra semplice a pinnule

La diottra è uno strumento molto antico. Intorno al I secolo d.C. Erone di Alessandria, nel suo libro Περὶ διόπτρας ("Sulla dioptra"), descrive dettagliatamente uno strumento formato da un cilindro verticale sul quale è fissato mediante un perno un disco rotante orizzontale graduato. Su tale disco ruotava un dispositivo di puntamento orizzontale. Nella parte inferiore il disco è collegato ad una piastra semicircolare verticale, dentata e graduata, regolabile tramite una vite filettata. Tutta questa struttura poggiava su un disco che poteva ruotare ed essere regolata tramite dei mandrini. In questo modo era possibile misurare degli angoli su un piano orizzontale. Erone menziona anche una livella ad acqua che poteva essere montata sul disco rotante, In questo modo si disponeva di una linea di mira orizzontale con cui individuare oggetti lontani giacenti allo stesso livello dell'osservatore, ovvero misurare degli angoli sul piano verticale. Tale strumento chiamato "Diottra di Erone" può essere considerato l'antenato del moderno teodolite.
Nel II secolo d.C. Tolomeo nella sua opera Almagesto attribuisce ad Ipparco di Nicea, vissuto nel II secolo a.C., l'invenzione di uno strumento, che chiama diottra, per la misura del diametro del sole e della Luna. Questo strumento, che è noto come "Diottra di Ipparco", era probabilmente già noto in precedenza in quanto Archimede di Siracusa, nel suo Arenaio scrive di aver utilizzato uno strumento simile per misurare il diametro del Sole.
Nel tardo medioevo con la diffusione dell'Astronomia islamica si diffuse il termine di origine araba alidada per indicare la forma più semplice di diottra, costituita da un'asta girevole con due traguardi alle estremità, usata in molti dispositivi di puntamento dell'epoca.

## Tipi di diottra
Esistono diversi tipi di diottra, che si diversificano per il sistema usato per tracciare l'allineamento. I tipi fondamentali sono:
- diottra a traguardi;
- diottra a prisma;
- diottra a cannocchiale.

### Diottra a traguardi

Diottra a traguardi

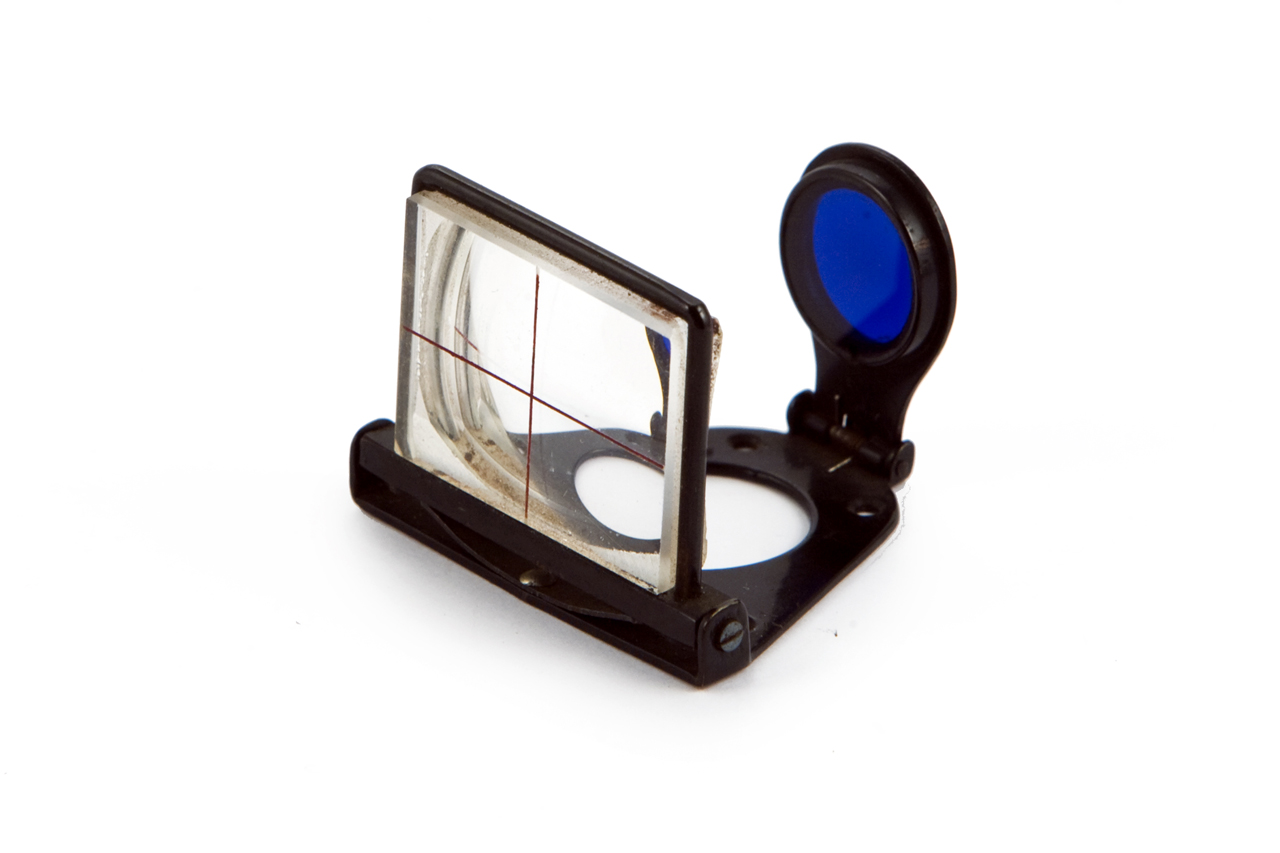
A traguardo per fotocamere

La diottra a traguardi è il tipo più semplice di diottra. È costituito da una riga metallica dotata alle estremità di due alette, dette pinnule, disposte perpendicolarmente al piano della riga. Una delle due pinnule, detta oculare, è dotata di una fessura, solitamente verticale, l'altra pinnula, detta obiettivo, è dotata di una apertura rettangolare con un filo centrale posto normalmente alla riga. La fessura verticale della pinnula oculare e il filo della pinnula obiettivo traguardano un piano verticale quando la riga viene posta su un piano orizzontale. Questo strumento non ha grande precisione. La precisione è maggiore aumentando la lunghezza della riga (la linea di mira) e quindi la distanza fra le pinnule. In generale l'errore angolare, cioè l'angolo tra il piano determinato dalla diottra e il piano effettivo tra il punto collimato e l'osservatore, è di circa 5'.

### Diottra a prisma
La diottra a prisma sfrutta le proprietà ottiche del prisma triangolare rettangolo e isoscele. E costituita da una struttura a forma di parallelepipedo allungato e dotato di fessure verticali alle due estremità al cui interno è posto un prisma dalla forma suddetta la cui ipotenusa poggia sulla base della struttura, considerata come linea fiduciale, occupandone la metà inferiore. Per le proprietà ottiche del prisma suddetto, un raggio di luce incidente il prisma in direzione parallela a quella dell'ipotenusa (e quindi parallela alla base della struttura), viene riflesso al di la del prima in direzione parallela a quella del raggio incidente. In tal modo mirando attraverso le fessure si portano ad allinearsi le immagini di un punto visto attraverso il prisma e quella dello stesso punto osservata al di sopra del prisma. In queste condizioni la base del prisma fornisce la linea fiduciaria del punto osservato. La diottra a prisma permette di collimare con precisione maggiore di quella semplice.

### Diottra a cannocchiale
La diottra a cannocchiale è formata da una riga piatta, solitamente metallica, detta suola, su cui è fissato tramite un supporto un cannocchiale collimatore. La linea di fede e l'asse del cannocchiale giacciono sullo stesso piano verticale. Il cannocchiale è fissato su un perno orizzontale che gli permette di ruotare su detto piano. Questo tipo di diottra viene utilizzata con le tavolette pretoriane.

## Uso
Astronomi greci hanno utilizzato la diottra per misurare la posizione delle stelle, sia Euclide sia Gemino si riferiscono alla diottra nelle loro opere astronomiche. All'epoca di Tolomeo (II secolo d.C.), era già obsoleto come uno strumento astronomico, essendo stata sostituita dalla sfera armillare.
Continuò l'uso come un efficace strumento di rilevamento. La diottra può essere stata abbastanza sofisticata, ad esempio, da costruire un tunnel attraverso due punti opposti in una montagna. Vi è una certa speculazione che potrebbe essere stato utilizzato per costruire l'acquedotto di Eupalino. Definito "uno dei più grandi successi di ingegneria dei tempi antichi," si tratta di un tunnel di 1.036 metri di lunghezza, "scavati attraverso Monte Kastro sull'isola greca di Samo, nel VI secolo a.C.", durante il regno di Policrate. Gli studiosi non sono d'accordo se la diottra fosse disponibile così presto.
La diottra è stata ampiamente utilizzata in progetti di costruzione di acquedotti. Viti di rotazione su diverse parti dello strumento hanno reso facile la calibrazione per misurazioni molto precise.